# Andrés Walker Valdés
Andrés Walker Valdés (Santiago, 30 de enero de 1894 - 21 de septiembre de 1959). Empresario minero, periodista autodidácta y político conservador chileno. Hijo de Juan Walker Martínez, también parlamentario, y de Ana Valdés Vergara. Contrajo nupcias con Wilma Sheggia, matrimonio del cual nacieron cuatro hijos.
Educado en el Instituto de Humanidades de Santiago. Se dedicó un buen tiempo al periodismo en Copiapó, al tiempo que desarrollaba actividades mineras, partiendo como empleado de la Compañía Minera The Cooper Mines of Copiapó (1919-1920), luego fue el administrador de la Compañía Minera Agustinas (1920-1922). Trabajó en actividades mineras en Argentina durante varios años (1925-1928).
Estuvo a cargo del diario "El Amigo del País", del que fue director y propietario. La tendencia del diario fue siempre en defensa de los intereses de la minería. 
Fue Consejero de la Caja de Crédito Minero y del Consejo Nacional de Comercio Exterior (1940-1943)
Militó en las filas del Partido Conservador y fue presidente provincial de su colectividad en Atacama, en varios períodos. Fue también, comentarista político de “El Diario Ilustrado”.
Fue elegido Diputado, por la 3. agrupación departamental  de Copiapó, Chañaral, Huasco y Freirina (1945-1949); integró la comisión permanente de Industrias y la de Agricultura y Colonización.
Vicepresidente del Club Social de Copiapó.